# Поспєлов Артем Андрійович
Артем Андрійович Поспєлов (нар. 11 січня 1998) — український футболіст, воротар футбольного клубу «Полісся» (Житомир)

## Життєпис
Вихованець молодіжної академії донецького «Шахтаря». З 2015 по 2016 рік виступав за «гірників» у юніорському чемпіонаті України. На початку березня 2017 року відправився в оренду до «Арсеналу», але грав виключно за команду U-19 (9 матчів).
Напередодні старту сезону 2017/18 років підписав контракт з «Маріуполем». Дебютував у футболці городян 31 жовтня 2018 року в програному (1:3) виїзному поєдинку 1/8 фіналу кубку України проти петрівського «Інгульця». Артем вийшов на поле в стартовому складі, а на 20-й хвилині отримав червону картку. 18 червня 2020 року продовжив угоду з клубом до літа 2023 року. У Прем'єр-лізі дебютував 19 липня 2020 року в переможному (2:0) виїзному поєдинку 32-о туру проти «Львова». Поспєлов вийшов на поле в стартовому складі та відіграв увесь матч.